# Meladema
Meladema is een geslacht van kevers uit de familie  waterroofkevers (Dytiscidae).
Het geslacht is voor het eerst wetenschappelijk beschreven in 1835 door Laporte.

## Soorten
Het geslacht omvat de volgende soorten:
- Meladema coriacea Laporte, 1835
- Meladema imbricata (Wollaston, 1871)
- Meladema lanio (Fabricius, 1775)